# Torneo Apertura 2007 (Colombia)
El Torneo Apertura 2007 fue la sexagésima quinta edición de la Categoría Primera A de fútbol profesional colombiano, siendo el primer torneo de la temporada 2007. Comenzó el sábado 3 de febrero y finalizó el domingo 17 de junio.

## Sistema de juego
En la primera etapa se juegan 18 fechas bajo el sistema de todos contra todos, al término de los cuales los ocho primeros clasificados avanzan a los cuadrangulares semifinales. Allí los ocho equipos se dividen en dos grupos (A, pares y B impares). Los ganadores de cada grupo se enfrentan en junio para decidir al campeón del torneo, que obtendrá un cupo en la fase de grupos de la Copa Libertadores 2008.

## Equipos participantes

### Relevo anual de clubes
| Ascendido a la Primera A                  |
| ----------------------------------------- |
| La Equidad (Campeón de la Primera B 2006) |

| Descendido a la Primera B                                |
| -------------------------------------------------------- |
| Envigado F. C. (Peor promedio acumulado en la Primera A) |

### Datos de los clubes
| Equipo                 | Ciudad       | Estadio                        | Aforo  |
| ---------------------- | ------------ | ------------------------------ | ------ |
| América de Cali        | Cali         | Olímpico Pascual Guerrero      | 45.195 |
| Atlético Bucaramanga   | Bucaramanga  | Alfonso López                  | 28.000 |
| Atlético Huila         | Neiva        | Guillermo Plazas Alcid         | 27.000 |
| Atlético Nacional      | Medellín     | Atanasio Girardot              | 53.000 |
| Boyacá Chicó           | Tunja        | La Independencia               | 6.000  |
| Cúcuta Deportivo       | Cúcuta       | General Santander              | 45.000 |
| Deportes Quindío       | Armenia      | Centenario                     | 29.000 |
| Deportes Tolima        | Ibagué       | Manuel Murillo Toro            | 31.000 |
| Deportivo Cali         | Cali         | Olímpico Pascual Guerrero      | 45.195 |
| Deportivo Pasto        | Pasto        | Departamental Libertad         | 27.380 |
| Deportivo Pereira      | Pereira      | Hernán Ramírez Villegas        | 30.313 |
| Independiente Medellín | Medellín     | Atanasio Girardot              | 53.000 |
| Atlético Junior        | Barranquilla | Metropolitano Roberto Meléndez | 60.000 |
| La Equidad             | Bogotá       | Alfonso López Pumarejo         | 12.000 |
| Millonarios            | Bogotá       | Nemesio Camacho El Campín      | 46.018 |
| Once Caldas            | Manizales    | Palogrande                     | 42.553 |
| Real Cartagena         | Cartagena    | Olímpico Jaime Morón León      | 25.000 |
| Independiente Santa Fe | Bogotá       | Nemesio Camacho El Campín      | 46.018 |

## Todos contra todos

### Clasificación
- Tabla de posiciones hasta el 12 de mayo de 2007.

| Pos | Equipo                 | Pts | PJ | PG | PE | PP | GF | GC | Dif |
| --- | ---------------------- | --- | -- | -- | -- | -- | -- | -- | --- |
| 1.  | Deportivo Cali         | 34  | 18 | 9  | 7  | 2  | 33 | 20 | 13  |
| 2.  | Cúcuta Deportivo       | 33  | 18 | 10 | 3  | 5  | 28 | 17 | 11  |
| 3.  | Atlético Nacional      | 32  | 18 | 9  | 5  | 4  | 32 | 20 | 12  |
| 4.  | Millonarios            | 30  | 18 | 8  | 6  | 4  | 26 | 17 | 9   |
| 5.  | Boyacá Chicó           | 30  | 18 | 9  | 3  | 6  | 20 | 16 | 4   |
| 6.  | Independiente Medellín | 29  | 18 | 8  | 5  | 5  | 33 | 31 | 2   |
| 7.  | Independiente Santa Fe | 29  | 18 | 8  | 5  | 5  | 23 | 21 | 2   |
| 8.  | Atlético Huila         | 28  | 18 | 9  | 1  | 8  | 24 | 23 | 1   |
| 9.  | Atlético Bucaramanga   | 27  | 18 | 7  | 6  | 5  | 23 | 21 | 2   |
| 10. | Deportivo Pasto        | 23  | 18 | 6  | 5  | 7  | 19 | 21 | -2  |
| 11. | Atlético Junior        | 23  | 18 | 5  | 8  | 5  | 22 | 26 | -4  |
| 12. | Deportes Tolima        | 20  | 18 | 6  | 2  | 10 | 26 | 28 | -2  |
| 13. | América de Cali        | 19  | 18 | 4  | 7  | 7  | 24 | 35 | -11 |
| 14. | Once Caldas            | 18  | 18 | 4  | 6  | 8  | 18 | 25 | -7  |
| 15. | Deportes Quindío       | 18  | 18 | 4  | 6  | 8  | 14 | 22 | -8  |
| 16. | Real Cartagena         | 17  | 18 | 3  | 8  | 7  | 14 | 22 | -8  |
| 17. | Deportivo Pereira      | 15  | 18 | 3  | 6  | 9  | 14 | 21 | -7  |
| 18. | La Equidad             | 13  | 18 | 2  | 7  | 9  | 21 | 28 | -7  |

 Pts=Puntos; PJ=Partidos jugados; G=Partidos ganados; E=Partidos empatados; P=Partidos perdidos; GF=Goles a favor; GC=Goles en contra; DIF=Diferencia de gol
|  | Clasificado para los cuadrangulares semifinales. |
|  | Eliminado                                        |

#### Evolución de las posiciones
| Deportivo Cali         | 4  | 6  | 3  | 4  | 2  | 1  | 1  | 3  | 2  | 2  | 2  | 2  | 2  | 2  | 2  | 2  | 1  | 1  |
| Cúcuta Deportivo       | 1  | 1  | 1  | 1  | 1  | 2  | 2  | 1  | 1  | 1  | 1  | 1  | 1  | 1  | 1  | 1  | 2  | 2  |
| Atlético Nacional      | 2  | 2  | 2  | 2  | 3  | 3  | 4  | 4  | 4  | 6  | 6  | 3  | 4  | 4  | 4  | 3  | 4  | 3  |
| Millonarios            | 10 | 7  | 8  | 7  | 10 | 13 | 9  | 10 | 7  | 5  | 5  | 8  | 9  | 7  | 8  | 7  | 6  | 4  |
| Boyacá Chicó           | 5  | 8  | 4  | 5  | 6  | 6  | 8  | 6  | 5  | 3  | 3  | 4  | 3  | 3  | 3  | 4  | 3  | 5  |
| Independiente Medellín | 6  | 9  | 5  | 3  | 4  | 5  | 7  | 9  | 10 | 8  | 4  | 7  | 8  | 10 | 10 | 8  | 8  | 6  |
| Santa Fe               | 12 | 15 | 10 | 10 | 5  | 4  | 3  | 2  | 3  | 4  | 7  | 6  | 7  | 6  | 6  | 5  | 9  | 7  |
| Atlético Huila         | 14 | 17 | 15 | 18 | 16 | 17 | 12 | 14 | 12 | 11 | 8  | 5  | 5  | 5  | 5  | 6  | 5  | 8  |
| Atlético Bucaramanga   | 7  | 4  | 6  | 6  | 8  | 7  | 5  | 5  | 6  | 7  | 9  | 9  | 6  | 9  | 7  | 7  | 7  | 9  |
| Deportivo Pasto        | 17 | 14 | 17 | 12 | 17 | 12 | 16 | 11 | 9  | 10 | 11 | 10 | 11 | 12 | 11 | 11 | 12 | 10 |
| Junior                 | 9  | 7  | 7  | 9  | 13 | 9  | 10 | 7  | 8  | 9  | 10 | 11 | 11 | 8  | 9  | 9  | 10 | 11 |
| Deportes Tolima        | 3  | 5  | 9  | 8  | 11 | 8  | 6  | 8  | 11 | 13 | 15 | 12 | 12 | 11 | 12 | 12 | 11 | 12 |
| América de Cali        | 16 | 13 | 16 | 11 | 12 | 14 | 15 | 16 | 17 | 15 | 14 | 16 | 15 | 16 | 16 | 16 | 16 | 13 |
| Once Caldas            | 18 | 16 | 11 | 13 | 7  | 11 | 11 | 12 | 13 | 16 | 16 | 13 | 13 | 13 | 14 | 12 | 14 | 14 |
| Deportes Quindío       | 15 | 18 | 18 | 16 | 9  | 10 | 13 | 15 | 15 | 14 | 12 | 14 | 16 | 14 | 15 | 13 | 13 | 15 |
| Real Cartagena         | 11 | 11 | 12 | 15 | 15 | 16 | 14 | 17 | 14 | 12 | 13 | 15 | 14 | 15 | 15 | 15 | 16 | 16 |
| Deportivo Pereira      | 8  | 10 | 14 | 17 | 18 | 18 | 18 | 18 | 18 | 18 | 17 | 17 | 17 | 17 | 17 | 17 | 17 | 17 |
| La Equidad             | 13 | 12 | 13 | 14 | 14 | 15 | 17 | 13 | 16 | 17 | 18 | 18 | 18 | 18 | 18 | 18 | 18 | 18 |

### Resultados
| Fecha 1 - 4 de febrero de 2007 | Fecha 1 - 4 de febrero de 2007 | Fecha 1 - 4 de febrero de 2007 |
| Equipo Local                   | Resultado                      | Equipo Visitante               |
| ------------------------------ | ------------------------------ | ------------------------------ |
| Santa Fe                       | 0 - 0                          | Junior                         |
| Deportivo Cali                 | 3 - 2                          | Quindío                        |
| Pereira                        | 1 - 1                          | Bucaramanga                    |
| Boyacá Chicó                   | 2 - 1                          | América de Cali                |
| Cúcuta                         | 4 - 1                          | Once Caldas                    |
| La Equidad                     | 3 - 4                          | Atlético Nacional              |
| Medellín                       | 2 - 1                          | Pasto                          |
| Cartagena                      | 0 - 0                          | Millonarios                    |
| Huila                          | 2 - 3                          | Tolima                         |

| Fecha 2 - 11 de febrero de 2007 | Fecha 2 - 11 de febrero de 2007 | Fecha 2 - 11 de febrero de 2007 |
| Equipo Local                    | Resultado                       | Equipo Visitante                |
| ------------------------------- | ------------------------------- | ------------------------------- |
| Atlético Nacional               | 2 - 0                           | Santa Fe                        |
| Once Caldas                     | 1 - 1                           | Pereira                         |
| Quindío                         | 0 - 1                           | Cúcuta                          |
| Pasto                           | 0 - 0                           | Deportivo Cali                  |
| Tolima                          | 0 - 0                           | Cartagena                       |
| Junior                          | 2 - 1                           | Huila                           |
| América de Cali                 | 1 - 1                           | La Equidad                      |
| Bucaramanga                     | 2 - 1                           | Boyacá Chicó                    |
| Millonarios                     | 5 - 1                           | Medellín                        |

| Fecha 3 - 18 de febrero de 2007 | Fecha 3 - 18 de febrero de 2007 | Fecha 3 - 18 de febrero de 2007 |
| Equipo Local                    | Resultado                       | Equipo Visitante                |
| ------------------------------- | ------------------------------- | ------------------------------- |
| Huila                           | 2 - 2                           | Atlético Nacional               |
| Boyacá Chicó                    | 2 - 0                           | Pereira                         |
| La Equidad                      | 1 - 1                           | Bucaramanga                     |
| Cartagena                       | 1 - 1                           | Junior                          |
| Medellín                        | 2 - 1                           | Tolima                          |
| Cúcuta                          | 2 - 0                           | Pasto                           |
| Once Caldas                     | 1 - 0                           | Quindío                         |
| Deportivo Cali                  | 2 - 0                           | Millonarios                     |
| Santa Fe                        | 2 - 0                           | América de Cali                 |

| Fecha 4 - 25 de febrero de 2007 | Fecha 4 - 25 de febrero de 2007 | Fecha 4 - 25 de febrero de 2007 |
| Equipo Local                    | Resultado                       | Equipo Visitante                |
| ------------------------------- | ------------------------------- | ------------------------------- |
| Tolima                          | 1 - 1                           | Deportivo Cali                  |
| Pereira                         | 0 - 1                           | Quindío                         |
| Pasto                           | 3 - 2                           | Once Caldas                     |
| Junior                          | 1 - 2                           | Medellín                        |
| América de Cali                 | 2 - 1                           | Huila                           |
| Bucaramanga                     | 1 - 1                           | Santa Fe                        |
| Boyacá Chicó                    | 0 - 0                           | La Equidad                      |
| Atlético Nacional               | 1 - 0                           | Cartagena                       |
| Millonarios                     | 1 - 1                           | Cúcuta                          |

| Fecha 5 - 4 de marzo de 2007 | Fecha 5 - 4 de marzo de 2007 | Fecha 5 - 4 de marzo de 2007 |
| Equipo Local                 | Resultado                    | Equipo Visitante             |
| ---------------------------- | ---------------------------- | ---------------------------- |
| Deportivo Cali               | 4 - 1                        | Junior                       |
| La Equidad                   | 3 - 3                        | Pereira                      |
| Santa Fe                     | 1 - 0                        | Boyacá Chicó                 |
| Huila                        | 2 - 1                        | Bucarramanga                 |
| Cartagena                    | 2 - 2                        | América de Cali              |
| Medellín                     | 2 - 2                        | Atlético Nacional            |
| Cúcuta                       | 2 - 1                        | Tolima                       |
| Once Caldas                  | 2 - 0                        | Millonarios                  |
| Quindío                      | 2 - 0                        | Pasto                        |

| Fecha 6 - 11 de marzo de 2007 | Fecha 6 - 11 de marzo de 2007 | Fecha 6 - 11 de marzo de 2007 |
| Equipo Local                  | Resultado                     | Equipo Visitante              |
| ----------------------------- | ----------------------------- | ----------------------------- |
| Atlético Nacional             | 0 - 2                         | Deportivo Cali                |
| Bucaramanga                   | 1 - 0                         | Cartagena                     |
| Junior                        | 2 - 1                         | Cúcuta                        |
| América de Cali               | 1 - 1                         | Medellín                      |
| Pereira                       | 0 - 1                         | Pasto                         |
| Tolima                        | 3 - 1                         | Once Caldas                   |
| La Equidad                    | 1 - 2                         | Santa Fe                      |
| Millonarios                   | 1 - 1                         | Quindío                       |
| Boyacá Chicó                  | 1 - 0                         | Huila                         |

| Fecha 7 - 18 de marzo de 2007 | Fecha 7 - 18 de marzo de 2007 | Fecha 7 - 18 de marzo de 2007 |
| Equipo Local                  | Resultado                     | Equipo Visitante              |
| ----------------------------- | ----------------------------- | ----------------------------- |
| Cúcuta                        | 1 - 1                         | Atlético Nacional             |
| Santa Fe                      | 2 - 0                         | Pereira                       |
| Huila                         | 2 - 0                         | La Equidad                    |
| Cartagena                     | 1 - 0                         | Boyacá Chicó                  |
| Medellín                      | 1 - 2                         | Bucaramanga                   |
| Deportivo Cali                | 2 - 2                         | América de Cali               |
| Once Caldas                   | 1 - 1                         | Junior                        |
| Quindío                       | 1 - 2                         | Tolima                        |
| Pasto                         | 0 - 1                         | Millonarios                   |

| Fecha 8 - 25 de marzo de 2007 | Fecha 8 - 25 de marzo de 2007 | Fecha 8 - 25 de marzo de 2007 |
| Equipo Local                  | Resultado                     | Equipo Visitante              |
| ----------------------------- | ----------------------------- | ----------------------------- |
| Tolima                        | 1 - 2                         | Pasto                         |
| Bucaramanga                   | 2 - 0                         | Deportivo Cali                |
| Pereira                       | 1 - 1                         | Millonarios                   |
| Junior                        | 3 - 2                         | Quindío                       |
| Atlético Nacional             | 2 - 0                         | Once Caldas                   |
| América de Cali               | 1 - 2                         | Cúcuta                        |
| Boyacá Chicó                  | 2 - 1                         | Medellín                      |
| La Equidad                    | 2 - 0                         | Cartagena                     |
| Santa Fe                      | 1 - 0                         | Huila                         |

| Fecha 9 - 1 de abril de 2007 | Fecha 9 - 1 de abril de 2007 | Fecha 9 - 1 de abril de 2007 |
| Equipo Local                 | Resultado                    | Equipo Visitante             |
| ---------------------------- | ---------------------------- | ---------------------------- |
| Atlético Nacional            | 2 - 2                        | Medellín                     |
| Pasto                        | 2 - 0                        | La Equidad                   |
| Junior                       | 2 - 2                        | Cartagena                    |
| Bucaramanga                  | 1 - 2                        | Cúcuta                       |
| América de Cali              | 0 - 2                        | Deportivo Cali               |
| Tolima                       | 1 - 2                        | Huila                        |
| Quindío                      | 1 - 2                        | Boyacá Chicó                 |
| Pereira                      | 0 - 0                        | Once Caldas                  |
| Millonarios                  | 4 - 2                        | Santa Fe                     |

| Fecha 10 - 8 de abril de 2007 | Fecha 10 - 8 de abril de 2007 | Fecha 10 - 8 de abril de 2007 |
| Equipo Local                  | Resultado                     | Equipo Visitante              |
| ----------------------------- | ----------------------------- | ----------------------------- |
| Millonarios                   | 2 - 0                         | Tolima                        |
| Huila                         | 1 - 0                         | Pereira                       |
| Cartagena                     | 2 - 1                         | Santa Fe                      |
| Medellín                      | 2 - 1                         | La Equidad                    |
| Deportivo Cali                | 2 - 2                         | Boyacá Chicó                  |
| Cúcuta                        | 2 - 0                         | Bucaramanga                   |
| Once Caldas                   | 2 - 3                         | América de Cali               |
| Quindío                       | 2 - 1                         | Atlético Nacional             |
| Pasto                         | 1 - 1                         | Junior                        |

| Fecha 11 - 11 de abril de 2007 | Fecha 11 - 11 de abril de 2007 | Fecha 11 - 11 de abril de 2007 |
| Equipo Local                   | Resultado                      | Equipo Visitante               |
| ------------------------------ | ------------------------------ | ------------------------------ |
| Junior                         | 1 - 1                          | Millonarios                    |
| Atlético Nacional              | 1 - 1                          | Pasto                          |
| América de Cali                | 0 - 0                          | Quindío                        |
| Bucaramanga                    | 0 - 0                          | Once Caldas                    |
| Boyacá Chicó                   | 1 - 0                          | Cúcuta                         |
| La Equidad                     | 0 - 1                          | Deportivo Cali                 |
| Santa Fe                       | 2 - 4                          | Medellín                       |
| Huila                          | 2 - 0                          | Cartagena                      |
| Pereira                        | 2 - 0                          | Tolima                         |

| Fecha 12 - 15 de abril de 2007 | Fecha 12 - 15 de abril de 2007 | Fecha 12 - 15 de abril de 2007 |
| Equipo Local                   | Resultado                      | Equipo Visitante               |
| ------------------------------ | ------------------------------ | ------------------------------ |
| Millonarios                    | 0 - 1                          | Atlético Nacional              |
| Cartagena                      | 1 - 1                          | Pereira                        |
| Medellín                       | 1 - 3                          | Huila                          |
| Cúcuta                         | 3 - 1                          | La Equidad                     |
| Once Caldas                    | 1 - 0                          | Boyacá Chicó                   |
| Quindío                        | 1 - 1                          | Bucaramanga                    |
| Pasto                          | 2 - 2                          | América de Cali                |
| Tolima                         | 2 - 1                          | Junior                         |
| Deportivo Cali                 | 1 - 1                          | Santa Fe                       |

| Fecha 13 - 22 de abril de 2007 | Fecha 13 - 22 de abril de 2007 | Fecha 13 - 22 de abril de 2007 |
| Equipo Local                   | Resultado                      | Equipo Visitante               |
| ------------------------------ | ------------------------------ | ------------------------------ |
| Santa Fe                       | 3 - 3                          | Cúcuta                         |
| Atlético Nacional              | 1 - 0                          | Tolima                         |
| Pereira                        | 0 - 1                          | Junior                         |
| Cartagena                      | 2 - 2                          | Medellín                       |
| Huila                          | 1 - 0                          | Deportivo Cali                 |
| Boyacá Chicó                   | 3 - 0                          | Quindío                        |
| Bucaramanga                    | 1 - 0                          | Pasto                          |
| La Equidad                     | 0 - 0                          | Once Caldas                    |
| América de Cali                | 2 - 2                          | Millonarios                    |

| Fecha 14 - 25 de abril de 2007 | Fecha 14 - 25 de abril de 2007 | Fecha 14 - 25 de abril de 2007 |
| Equipo Local                   | Resultado                      | Equipo Visitante               |
| ------------------------------ | ------------------------------ | ------------------------------ |
| Pasto                          | 1 - 1                          | Boyacá Chicó                   |
| Millonarios                    | 2 - 1                          | Bucaramanga                    |
| Cúcuta                         | 2 - 0                          | Huila                          |
| Medellín                       | 1 - 3                          | Pereira                        |
| Quindío                        | 0 - 0                          | La Equidad                     |
| Deportivo Cali                 | 4 - 1                          | Cartagena                      |
| Junior                         | 2 - 1                          | Atlético Nacional              |
| Once Caldas                    | 0 - 1                          | Santa Fe                       |
| Tolima                         | 6 - 0                          | América de Cali                |

| Fecha 15 - 29 de abril de 2007 | Fecha 15 - 29 de abril de 2007 | Fecha 15 - 29 de abril de 2007 |
| Equipo Local                   | Resultado                      | Equipo Visitante               |
| ------------------------------ | ------------------------------ | ------------------------------ |
| Boyacá Chicó                   | 1 - 0                          | Millonarios                    |
| Pereira                        | 0 - 2                          | Atlético Nacional              |
| América de Cali                | 3 - 1                          | Junior                         |
| Bucaramanga                    | 3 - 1                          | Tolima                         |
| La Equidad                     | 2 - 3                          | Pasto                          |
| Santa Fe                       | 0 - 0                          | Quindío                        |
| Huila                          | 3 - 2                          | Once Caldas                    |
| Cartagena                      | 1 - 0                          | Cúcuta                         |
| Medellín                       | 3 - 3                          | Deportivo Cali                 |

| Fecha 16 - 2 de mayo de 2007 | Fecha 16 - 2 de mayo de 2007 | Fecha 16 - 2 de mayo de 2007 |
| Equipo Local                 | Resultado                    | Equipo Visitante             |
| ---------------------------- | ---------------------------- | ---------------------------- |
| Deportivo Cali               | 2 - 1                        | Pereira                      |
| Cúcuta                       | 0 - 1                        | Medellín                     |
| Once Caldas                  | 2 - 1                        | Cartagena                    |
| Quindío                      | 1 - 0                        | Huila                        |
| Pasto                        | 0 - 1                        | Santa Fe                     |
| Millonarios                  | 1 - 0                        | La Equidad                   |
| Tolima                       | 2 - 0                        | Boyacá Chicó                 |
| Junior                       | 0 - 0                        | Bucaramanga                  |
| Atlético Nacional            | 4 - 0                        | América de Cali              |

| Fecha 17 - 6 de mayo de 2007 | Fecha 17 - 6 de mayo de 2007 | Fecha 17 - 6 de mayo de 2007 |
| Equipo Local                 | Resultado                    | Equipo Visitante             |
| ---------------------------- | ---------------------------- | ---------------------------- |
| Bucaramanga                  | 3 - 2                        | Atlético Nacional            |
| Pereira                      | 1 - 0                        | América de Cali              |
| Boyacá Chicó                 | 2 - 0                        | Junior                       |
| La Equidad                   | 4 - 1                        | Tolima                       |
| Santa Fe                     | 1 - 2                        | Millonarios                  |
| Huila                        | 2 - 1                        | Pasto                        |
| Cartagena                    | 0 - 0                        | Quindío                      |
| Medellín                     | 1 - 0                        | Once Caldas                  |
| Deportivo Cali               | 2 - 1                        | Cúcuta                       |

| Fecha 18 - 12 de mayo de 2007 | Fecha 18 - 12 de mayo de 2007 | Fecha 18 - 12 de mayo de 2007 |
| Equipo Local                  | Resultado                     | Equipo Visitante              |
| ----------------------------- | ----------------------------- | ----------------------------- |
| Cúcuta                        | 1 - 0                         | Pereira                       |
| Once Caldas                   | 2 - 2                         | Deportivo Cali                |
| Quindío                       | 0 - 4                         | Medellín                      |
| Pasto                         | 1 - 0                         | Cartagena                     |
| Millonarios                   | 3 - 0                         | Huila                         |
| Junior                        | 2 - 2                         | La Equidad                    |
| Tolima                        | 1 - 2                         | Santa Fe                      |
| Atlético Nacional             | 3 - 0                         | Boyacá Chicó                  |
| América de Cali               | 4 - 2                         | Bucaramanga                   |

## Cuadrangulares semifinales
La segunda fase del Torneo Apertura 2007 consiste en los cuadrangulares semifinales. Estos los disputan los ocho mejores equipos del torneo distribuidos en dos grupos de cuatro equipos divididos en pares e impares. Los ganadores de cada grupo se enfrentan en la gran final para definir al campeón.

### Grupo A
| R   | Pos | Equipo                 | Pts | PJ | PG | PE | PP | GF | GC | Dif |
| --- | --- | ---------------------- | --- | -- | -- | -- | -- | -- | -- | --- |
| (3) | 1.  | Atlético Nacional      | 13  | 6  | 4  | 1  | 1  | 12 | 4  | 8   |
| (1) | 2.  | Deportivo Cali         | 11  | 6  | 3  | 2  | 1  | 8  | 6  | 2   |
| (5) | 3.  | Boyacá Chicó           | 6   | 6  | 2  | 0  | 4  | 10 | 12 | -2  |
| (7) | 4.  | Independiente Santa Fe | 4   | 6  | 1  | 1  | 4  | 4  | 12 | -8  |

 R=Clasificación en la fase de todos contra todos; Pts=Puntos; PJ=Partidos jugados; G=Partidos ganados; E=Partidos empatados; P=Partidos perdidos; GF=Goles a favor; GC=Goles en contra; DIF=Diferencia de gol
| Fecha 1 - 16 de mayo de 2007 | Fecha 1 - 16 de mayo de 2007 | Fecha 1 - 16 de mayo de 2007 |
| Equipo Local                 | Resultado                    | Equipo Visitante             |
| ---------------------------- | ---------------------------- | ---------------------------- |
| Atlético Nacional            | 3 - 0                        | Boyacá Chicó                 |
| Deportivo Cali               | 2 - 0                        | Santa Fe                     |

| Fecha 2 - 20 de mayo de 2007 | Fecha 2 - 20 de mayo de 2007 | Fecha 2 - 20 de mayo de 2007 |
| Equipo Local                 | Resultado                    | Equipo Visitante             |
| ---------------------------- | ---------------------------- | ---------------------------- |
| Boyacá Chicó                 | 1 - 2                        | Deportivo Cali               |
| Santa Fe                     | 1 - 0                        | Atlético Nacional            |

| Fecha 3 - 23 de mayo de 2007 | Fecha 3 - 23 de mayo de 2007 | Fecha 3 - 23 de mayo de 2007 |
| Equipo Local                 | Resultado                    | Equipo Visitante             |
| ---------------------------- | ---------------------------- | ---------------------------- |
| Atlético Nacional            | 3 - 0                        | Deportivo Cali               |
| Boyacá Chicó                 | 5 - 1                        | Santa Fe                     |

| Fecha 4 - 27 de mayo de 2007 | Fecha 4 - 27 de mayo de 2007 | Fecha 4 - 27 de mayo de 2007 |
| Equipo Local                 | Resultado                    | Equipo Visitante             |
| ---------------------------- | ---------------------------- | ---------------------------- |
| Santa Fe                     | 0 - 1                        | Boyacá Chicó                 |
| Deportivo Cali               | 0 - 0                        | Atlético Nacional            |

| Fecha 5 - 3 de junio de 2007 | Fecha 5 - 3 de junio de 2007 | Fecha 5 - 3 de junio de 2007 |
| Equipo Local                 | Resultado                    | Equipo Visitante             |
| ---------------------------- | ---------------------------- | ---------------------------- |
| Deportivo Cali               | 3 - 1                        | Boyacá Chicó                 |
| Atlético Nacional            | 3 - 1                        | Santa Fe                     |

| Fecha 6 - 10 de junio de 2007 | Fecha 6 - 10 de junio de 2007 | Fecha 6 - 10 de junio de 2007 |
| Equipo Local                  | Resultado                     | Equipo Visitante              |
| ----------------------------- | ----------------------------- | ----------------------------- |
| Boyacá Chicó                  | 2 - 3                         | Atlético Nacional             |
| Santa Fe                      | 1 - 1                         | Deportivo Cali                |

### Grupo B
| R   | Pos | Equipo                 | Pts | PJ | PG | PE | PP | GF | GC | Dif |
| --- | --- | ---------------------- | --- | -- | -- | -- | -- | -- | -- | --- |
| (8) | 1.  | Atlético Huila         | 11  | 6  | 3  | 2  | 1  | 8  | 8  | 0   |
| (2) | 2.  | Cúcuta Deportivo       | 9   | 6  | 2  | 3  | 1  | 9  | 5  | 4   |
| (4) | 3.  | Millonarios            | 9   | 6  | 3  | 0  | 3  | 7  | 8  | -1  |
| (6) | 4.  | Independiente Medellín | 3   | 6  | 0  | 3  | 3  | 6  | 9  | -3  |

 R=Clasificación en la fase de todos contra todos; Pts=Puntos; PJ=Partidos jugados; G=Partidos ganados; E=Partidos empatados; P=Partidos perdidos; GF=Goles a favor; GC=Goles en contra; DIF=Diferencia de gol
| Fecha 1 - 16 de mayo de 2007 | Fecha 1 - 16 de mayo de 2007 | Fecha 1 - 16 de mayo de 2007 |
| Equipo Local                 | Resultado                    | Equipo Visitante             |
| ---------------------------- | ---------------------------- | ---------------------------- |
| Cúcuta                       | 1 - 1                        | Medellín                     |
| Millonarios                  | 0 - 1                        | Huila                        |

| Fecha 2 - 20 de mayo de 2007 | Fecha 2 - 20 de mayo de 2007 | Fecha 2 - 20 de mayo de 2007 |
| Equipo Local                 | Resultado                    | Equipo Visitante             |
| ---------------------------- | ---------------------------- | ---------------------------- |
| Huila                        | 1 - 1                        | Cúcuta                       |
| Medellín                     | 2 - 3                        | Millonarios                  |

| Fecha 3 - 23 de mayo de 2007 | Fecha 3 - 23 de mayo de 2007 | Fecha 3 - 23 de mayo de 2007 |
| Equipo Local                 | Resultado                    | Equipo Visitante             |
| ---------------------------- | ---------------------------- | ---------------------------- |
| Huila                        | 1 - 0                        | Medellín                     |
| Millonarios                  | 2 - 0                        | Cúcuta                       |

| Fecha 4 - 27 de mayo de 2007 | Fecha 4 - 27 de mayo de 2007 | Fecha 4 - 27 de mayo de 2007 |
| Equipo Local                 | Resultado                    | Equipo Visitante             |
| ---------------------------- | ---------------------------- | ---------------------------- |
| Medellín                     | 3 - 3                        | Huila                        |
| Cúcuta                       | 3 - 1                        | Millonarios                  |

| Fecha 5 - 3 de junio de 2007 | Fecha 5 - 3 de junio de 2007 | Fecha 5 - 3 de junio de 2007 |
| Equipo Local                 | Resultado                    | Equipo Visitante             |
| ---------------------------- | ---------------------------- | ---------------------------- |
| Cúcuta                       | 4 - 0                        | Huila                        |
| Millonarios                  | 1 - 0                        | Medellín                     |

| Fecha 6 - 10 de junio de 2007 | Fecha 6 - 10 de junio de 2007 | Fecha 6 - 10 de junio de 2007 |
| Equipo Local                  | Resultado                     | Equipo Visitante              |
| ----------------------------- | ----------------------------- | ----------------------------- |
| Huila                         | 2 - 0                         | Millonarios                   |
| Medellín                      | 0 - 0                         | Cúcuta                        |

## Final
| Fecha                                                    | Ciudad   | Equipo local      | Resultado | Equipo visitante  |
| -------------------------------------------------------- | -------- | ----------------- | --------- | ----------------- |
| 13 de junio                                              | Neiva    | Atlético Huila    | 0 - 1     | Atlético Nacional |
| 17 de junio                                              | Medellín | Atlético Nacional | 2 - 1     | Atlético Huila    |
| Atlético Nacional es campeón por marcador global de 3-1. |          |                   |           |                   |

|                                      |
| Bandera de Colombia                  |
| Campeón Atlético Nacional 9.º título |

## Goleadores
| Jugador         | Equipo                 | Goles |
| --------------- | ---------------------- | ----- |
| Freddy Montero  | Atlético Huila         | 13    |
| Sergio Galván   | Atlético Nacional      | 13    |
| Carlos Villagra | Millonarios            | 10    |
| Léider Preciado | Santa Fe               | 10    |
| César Valoyes   | Independiente Medellín | 9     |